# Mystacides dentatus
Mystacides dentatus là một loài Trichoptera trong họ Leptoceridae. Chúng phân bố ở miền Cổ bắc.